# Chiesa di Santa Maria Assunta (Bardi, Casanova)
La chiesa di Santa Maria Assunta, nota anche come pieve di Casanova, è un luogo di culto cattolico dalle forme tardo-barocche e neogotiche, situato nel piccolo borgo di Casanova, frazione di Bardi, in provincia di Parma e diocesi di Piacenza-Bobbio; è sede di una parrocchia compresa nel vicariato della Val Taro e Val Ceno.

## Storia
Il luogo di culto originario fu costruito in epoca alto-medievale; l'edificio, menzionato già in documenti dell'898, si sviluppava su un impianto a tre navate, scandite su ogni lato da quattro colonne elevate su pilastri quadrati, ed era probabilmente dotato di tre absidi.
Entro il XII secolo la chiesa fu ricostruita in stile romanico, mantenendo quasi inalterata la pianta, articolata su tre navate separate da pilastri bilobati.
Nel XIII secolo alla facciata fu anteposto un esonartece; l'importanza della pieve, da cui dipendevano quattro cappelle della val Ceno, raggiunse allora il suo culmine, per decadere successivamente, quando Bardi iniziò a prevalere su tutto il territorio circostante.
Nel XVII secolo la chiesa fu restaurata e ampliata in senso longitudinale, ricavando due cappelle ai lati dell'ingresso centrale.
Tra il 1777 e il 1779 il tempio fu profondamente ristrutturato in stile tardo-barocco, con la ricostruzione della zona absidale, l'edificazione del campanile e della sagrestia e la decorazione in stucco degli interni probabilmente ad opera dei fratelli Boschetti.
Nei primi anni del XIX secolo, in seguito alla promulgazione dell'editto di Saint Cloud la compagnia del Santissimo Sacramento costruì un piccolo edificio barocco sulla sinistra del luogo di culto, dedicato alla tumulazione dei defunti; la pavimentazione della chiesa, fino ad allora utilizzata per le sepolture, fu completamente rifatta in pietra.
Nel 1891 fu innalzata la facciata in stile neogotico; negli stessi anni fu realizzato un nuovo pavimento in mattonelle esagonali.
Nel 1996 la chiesa fu restaurata; nel corso dei lavori furono rinvenute sotto le pavimentazioni interne le fondazioni dei due templi originari, lievemente più piccoli di quello odierno, che furono parzialmente lasciate in vista.

## Descrizione

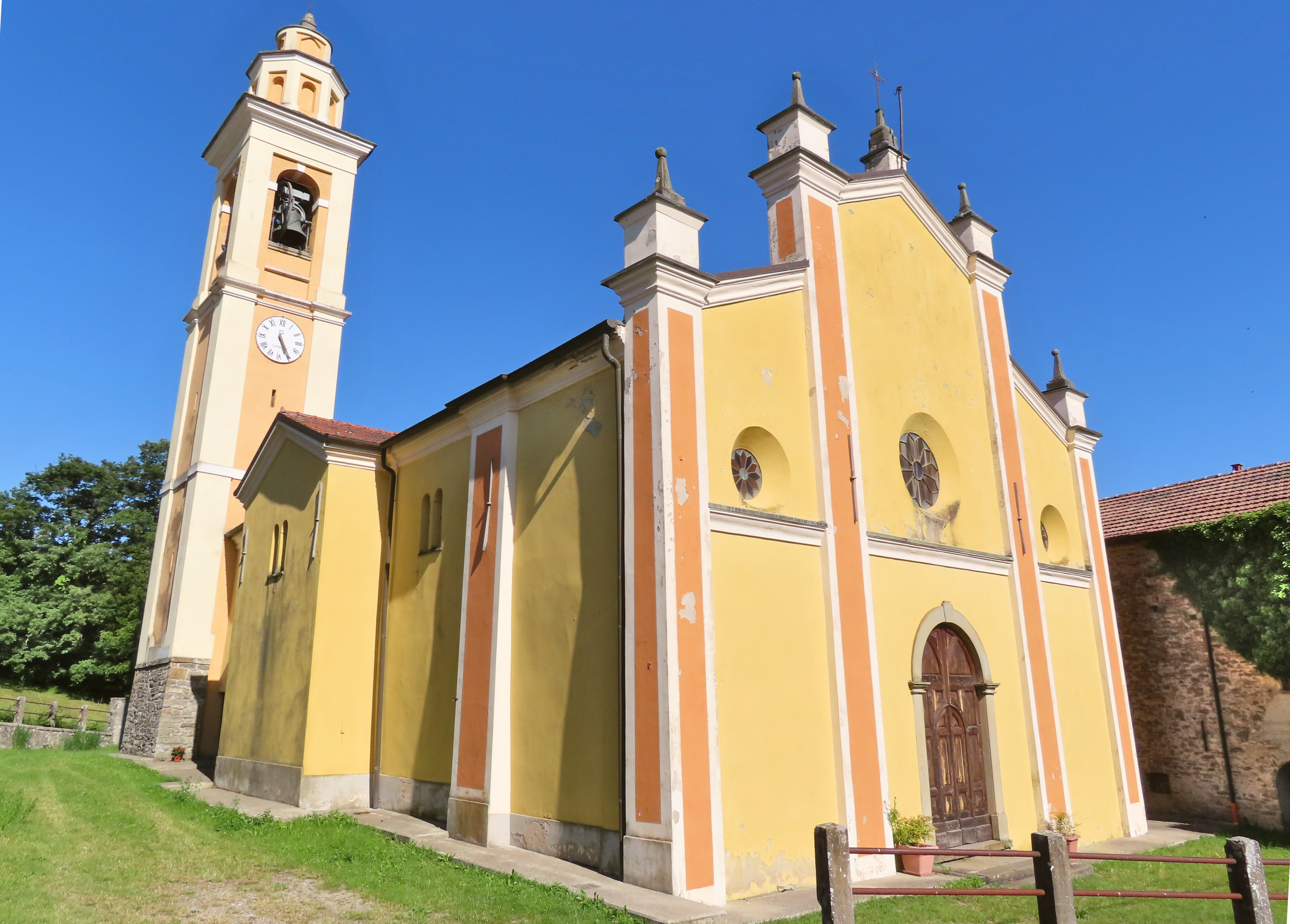
Facciata e lato nord

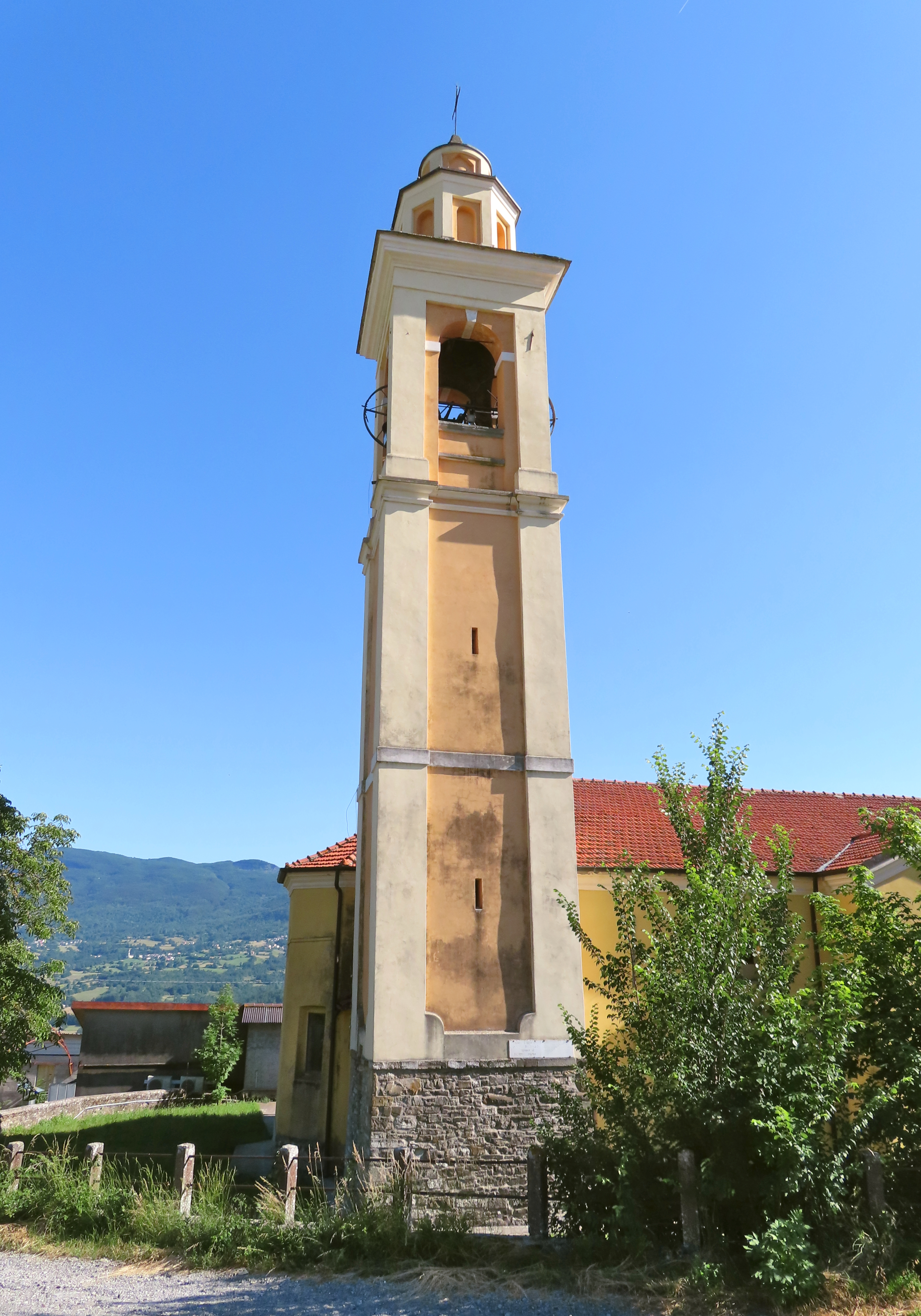
Campanile

La chiesa si sviluppa su un impianto a tre navate precedute da un vestibolo a ovest, affiancato da due cappelle; le due navatelle, ognuna delle quali fiancheggiata da una cappella, terminano in altrettante cappelle ai lati del presbiterio absidato a est.
La simmetrica facciata a salienti, interamente intonacata come il resto dell'edificio, è scandita orizzontalmente in due parti da una fascia marcapiano spezzata ed è tripartita verticalmente da quattro paraste d'ordine gigante, coronate da pilastrini sormontati da pinnacoli piramidali; al centro è collocato l'ampio portale d'ingresso ad arco a tutto sesto, delimitato da una cornice in pietra; più in alto si apre un rosone strombato, mentre ai lati si trovano due oculi circolari anch'essi strombati; in sommità lungo gli spioventi del tetto corre un cornicione modanato, sormontato nel mezzo da un pinnacolo piramidale coronato da una croce metallica.
I fianchi sono illuminati da piccole bifore aperte in corrispondenza delle cappelle laterali e delle prime e terze campate delle navatelle; al termine del prospetto sinistro si erge su due ordini, scanditi da una fascia marcapiano, il campanile; la cella campanaria si affaccia sulle quattro fronti attraverso ampie monofore ad arco a tutto sesto; in sommità si eleva oltre il cornicione in aggetto un doppio ordine di lanterne a pianta ottagonale, decorate con lesene e nicchie ad arco a tutto sesto.

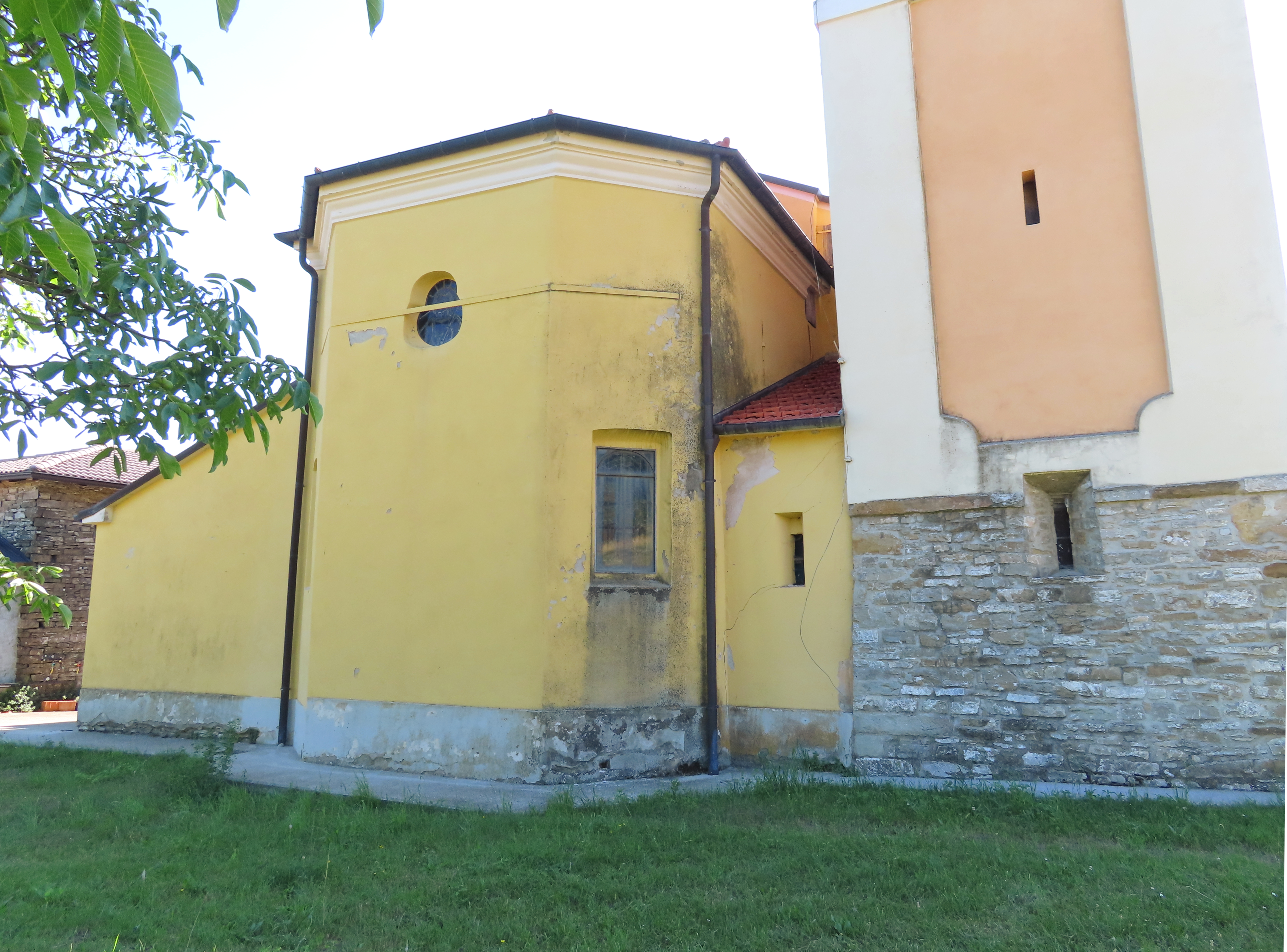
Abside

Sul retro si allunga l'abside poligonale, illuminata da due finestroni laterali e da un oculo trilobato centrale.
All'interno il vestibolo, coperto da una volta a botte decorata con affreschi, è affiancato da due cappelle, anch'esse chiuse superiormente da volte a botte dipinte; quella destra ospita l'antica grande vasca battesimale in arenaria d'epoca medievale.
La navata centrale, coperta nelle prime due campate da volte a crociera affrescate e nella terza da una cupola su pennacchi, è scandita dalle laterali, anch'esse chiuse superiormente da volte a crociera dipinte, attraverso una serie di arcate a tutto sesto, rette da pilastri coronati da capitelli corinzi in stucco con pulvini; le navatelle sono affiancate da una serie di lesene corinzie, a sostegno del cornicione perimetrale modanato; in corrispondenza della seconda campata si affacciano sull'aula due cappelle coperte da volte a botte, dedicate rispettivamente al Sacro Cuore sulla destra e a santa Giustina sulla sinistra.
Al termine delle navatelle si aprono ai lati del presbiterio le cappelle intitolate a san Rocco sulla destra e alla Madonna sulla sinistra.
Il presbiterio, lievemente sopraelevato, è coperto da una volta a botte lunettata; al centro è collocato l'altare maggiore a mensa in pietra retto da due pilastrini, aggiunto tra il 1970 e il 1980; attraverso alcuni vetri aperti nella pavimentazione sono visibili le fondazioni delle pievi originarie. L'abside, chiusa superiormente dal catino decorato con stucchi e affreschi, è scandita lateralmente da una serie di lesene corinzie; sul fondo di staglia, all'interno di un'ampia cornice rococò in stucco, la pala raffigurante l'Assunzione, eseguita da Giovan Battista Trotti agli inizi del XVII secolo.
La chiesa conserva altre opere di pregio, tra cui una statua lignea rappresentante la Madonna col Bambino, due confessionali in legno intagliato e gli arredi della sagrestia.